# Преображенский, Пётр Алексеевич (медик)
Пётр Алексеевич Преображенский (1864—1913) — российский врач, психиатр и невролог, преподаватель, научный писатель. В 1904 году одним из первых описал синдром спинальной артерии (в России называется до нынешнего времени синдромом Преображенского).
На протяжении 18 лет — с 1893 по 1910 годы — возглавлял в Москве неврологическую клинику при Староекатерининской больнице (ныне — Московский областной научно-исследовательский клинический институт, МОНИКИ) в Москве. В 1911—1913 годах был заведующим кафедрой психиатрии Варшавского императорского университета, но из-за болезни в течение длительного времени его заменял Николай Мухин.
Главные работы: «Zur Pathologie des Gehirns» (Neurologisches Centralblatt 6, ss. 759—760, 1893), «К вопросу об образовании полостей в спинном мозгу при глиоматозной сирингомиелии» (Москва, 1900), «Zur Frage der Bedeutung der Syphilis in der Aetiologie der Tabes dorsalis; über einen Fall von Tabes dorsalis im Kindesalter» (Monatschr. f. Kinderh. 4, ss. 133—145, 1905).